# Сери
Сѐри (на италиански и на сардински: Serri) е село и община в Южна Италия, провинция Южна Сардиния, автономен регион и остров Сардиния. Разположено е на 640 m надморска височина. Населението на общината е 686 души (към 2010 г.).
 До 2005 г. общината е част от провинция Нуоро.